# Route départementale 34 (Haute-Vienne)
Pour les articles homonymes, voir Route départementale 34.
La route départementale RD 34 abrégée en D34 est une route départementale de la Haute-Vienne, qui relie Séreilhac à la limite de la Charente. Sa partie la plus fréquentée se situe entre Séreilhac et Saint-Laurent-sur-Gorre
Elle continue sous le nom de D 27 dans le département de la Charente

## Communes traversées
Séreilhac • Saint-Laurent-sur-Gorre • Vayres • Les Salles-Lavauguyon •